# Cyclosquamata
Super-ordre
Les Cyclosquamata sont un super-ordre de poissons téléostéens (Teleostei).

## Systématique
Le super-ordre des Cyclosquamata a été créé en 1973 par l'ichtyologiste américain Donn Eric Rosen (1929–1986).

## Liste des ordres
Selon ITIS :
- ordre des Aulopiformes Rosen, 1973